# Vigerslevvej
Vigerslevvej er en vej i Vigerslev i København. Den forbinder Roskildevej, (som lidt længere mod vest glider over i Sekundærrute 156) og Ålholmvej (en del af Ring 2) i nord med Gammel Køge Landevej (en del af Sekundærrute 151) i syd.
Den nordlige del af Vigerslevvej er en del af Ring 2. Vigerslev Allé krydser Vigerslevvej i nærheden af Vigerslevparken.
Vigerslevvej blev navngivet omkring 1921. Før da blev den nordlige del kaldt for Vigerslev Torvevej, da borgerne i Vigerslev tog den vej med varer til torvene i København. Den sydlige del blev kaldt for Vigerslev Flaskekrovej, da den førte til Flaskekroen ved Gammel Køge Landevej.